# (1504) Лаппеэнранта
(1504) Лаппеэнранта — астероид главного пояса, открытый 23 марта 1939 года астрономом-эсперантистом Лийси Отерма в обсерватории Турку. Назван в честь одноимённого города и муниципалитета в Финляндии. Тиссеранов параметр относительно Юпитера — 3,485.

## Описание

### Орбита и классификация
Не относится к какому-либо конкретному семейству астероидов. Движется по орбите вокруг Солнца в щелях Кирквуда на расстоянии 2—2,8 а.е., совершая полный оборот вокруг Солнца за 1358 суток. Эксцентриситет — около 0,16, орбитальное наклонение — 11 градусов по отношению к эклиптике. Дуга наблюдения начинается за 4 дня до официального наблюдения в обсерватории Турку. По классификации Толена и фотометрическому наблюдению Pan-STARRS — астероид класса S.

### Период обращения
Период обращения не установлен точно. По последним фотометрическим наблюдениям, он составляет 15,16 ч и 15,19 ч при альбедо 0,09 и 0,22 соответственно (U=2/2+). В середине 1980-х из наблюдений Ричарда Бинзела был сделан вывод о периоде обращения в 10,44 ч при альбедо 0,29(U=2). В 2002 году предположение о периоде обращения в 8 ч выдвинули Лоран Бернаскони и Фернанд ван ден Аббель, а в 2006 году — Рене Руа, но его опровергли (U=1/1).

### Диаметр и альбедо
По данным спутников IRAS и Акари, а также миссии NEOWISE, выполняемой спутником НАСА Wide-field Infrared Survey Explorer, диаметр астероида (1504) Лаппеэнранта составляет от 11,336 до 13,35 км при альбедо от 0,1939 до 0,434. Collaborative Asteroid Lightcurve Link предполагает следующее: альбедо — 0,1765, диаметр — 12,65 км при абсолютной звёздной величине 11,99.